# La mia vita è tua
La mia vita è tua è un film italiano del 1954 diretto da Giuseppe Masini.

## Produzione
Pellicola ascrivibile al filone dei melodrammi sentimentali strappalacrime, allora in voga tra il pubblico italiano, in seguito rinominato dalla critica neorealismo d'appendice.

## Distribuzione
In Italia venne distribuito nel circuito cinematografico nel corso del 1954, con date diverse da città a città, in quanto affidato ad una rete di distributori regionali.
Venne distribuito in seguito anche in Portogallo, il 27 luglio del 1956, con il titolo A Minha Vida é a Tua, ed in Francia, il 15 maggio del 1958, con il titolo Ma vie t'appartient.